# Basil Kelly
Basil Trevor Kelly (ur. 11 maja 1930 w Nassau, zm. 11 sierpnia 2003 w tamże) – bahamski żeglarz, medalista mistrzostw świata, trzykrotny olimpijczyk.

## Życiorys
Trzykrotny uczestnik igrzysk olimpijskich (IO 1952, IO 1960, IO 1964). W swoim debiucie olimpijskim zajął 15. miejsce w klasie 5.5, wyprzedzając z załogantami wyłącznie ekipę radziecką. W 1960 roku osiągnął 8. miejsce wśród 19 załóg. Podczas swojego ostatniego startu olimpijskiego wziął udział w zawodach w klasie Dragon, zajmując najwyższe w karierze 7. miejsce, na 23 startujące ekipy (jedna z rund zakończyła się zwycięstwem załogi bahamskiej).
W 1946 roku zdobył brązowy medal mistrzostw świata w klasie Star, a w 1950 roku zajął 11. miejsce (partnerował mu Durward Knowles). Z bratem Davidem osiągnął 5. miejsce w roku 1955, oraz 15. miejsce w roku 1957. W 1976 roku wystąpił na mistrzostwach razem ze swoim synem Stevenem – ukończyli zmagania na 6. pozycji. W 1962 roku zwyciężył wraz z Davidem w Bacardi Cup.
Miał za sobą również występy w klasie Słonka. W niej również został brązowym medalistą mistrzostw świata (1963). Startował także w latach: 1961 (5. miejsce), 1965 (4. miejsce), 1967 (5. miejsce) i 1971 (10. miejsce). Ponadto wywalczył złoty medal podczas Igrzysk Ameryki Środkowej i Karaibów 1962. Dziewięciokrotnie zwyciężył w regatach Snipe King’s Cup – w tym w 1958 roku, gdy główne trofeum wręczał mu książę Filip. W 1958 roku osiągnął 2. miejsce w Hayward Western Hemisphere Trophy. Dwukrotny zwycięzca Dudley Gamblin Memorial Trophy (1966, 1970).
W latach 1966–1967 był komandorem Międzynarodowego Stowarzyszenia Wyścigów Klasy Słonka (SCIRA). W 1963 roku objął urząd pierwszego komisarza ds. sportu na Bahamach, będąc de facto doradcą rządu w tym zakresie. Za jego kadencji powstał pierwszy na Bahamach stadion lekkoatletyczny, spełniający wymagania dotyczące organizacji międzynarodowych zawodów lekkoatletycznych. W latach 1992–1994 był przewodniczącym organizacji Bahamas National Trust, zajmującej się zarządzaniem parkami narodowymi w kraju.
Brat Godfreya i Davida, oraz ojciec Stevena – również żeglarzy i olimpijczyków.